# Theofanis Gekas
Theofanis Gekas (en griego, Θεοφάνης Γκέκας; Larisa, Grecia; 23 de mayo de 1980) es un exfutbolista y entrenador griego que jugaba como delantero centro. Actualmente dirige al Akhisar Belediyespor de la cuarta categoría del fútbol turco, la TFF Tercera División.

## Trayectoria
Gekas inició su carrera profesional en el equipo de su ciudad natal, el AE Larisa, en la segunda división griega. Tres temporadas después, el verano de 2001, se incorporó a las filas del Kallithea FC, donde logró el ascenso a primera división en su primera temporada.
Sus buenos registros goleadores despertaron el interés de los grandes clubes griegos y en el mercado de invierno de 2005 se concretó su pase al Panathinaikos FC. Ese mismo año se proclamó máximo goleador de la liga y debutó con la selección nacional griega.
La siguiente campaña, la 2005/06, volvió a destacar por su capacidad realizadora, siendo el segundo máximo goleador de la Alpha Ethniki. A principios de la temporada 2006/07, ante la negativa de Gekas de ampliar su contrato, el Panathinaikos FC fichó al delantero del PAOK Salónica FC Dimitris Salpigidis. Aunque Gekas debía entrar en esta operación, el jugador se negó a ser traspasado al PAOK. El Panathinaikos FC se vio obligado a dar salida al jugador en rebeldía y lo cedió al VfL Bochum alemán, club que previamente se había interesado en su fichaje.
En su debut en la 1. Bundesliga se destapó como uno de los jugadores revelación del campeonato. Aunque su club, el Bochum, peleaba por la permanencia, Gekas se proclamó máximo goleador de la liga tras anotar 20 goles. El futbolista heleno se convirtió en uno de los jugadores más codiciados y en abril de 2007, dos meses antes de terminar la temporada, el Bayer Leverkusen anunció su contratación.
En febrero de 2009 marchó cedido al Portsmouth FC de la Premier League hasta final de temporada.
A finales del 2009, fue solicitado a préstamo por el Hertha de Berlín, para salvarse del descenso a la Segunda División Alemana.

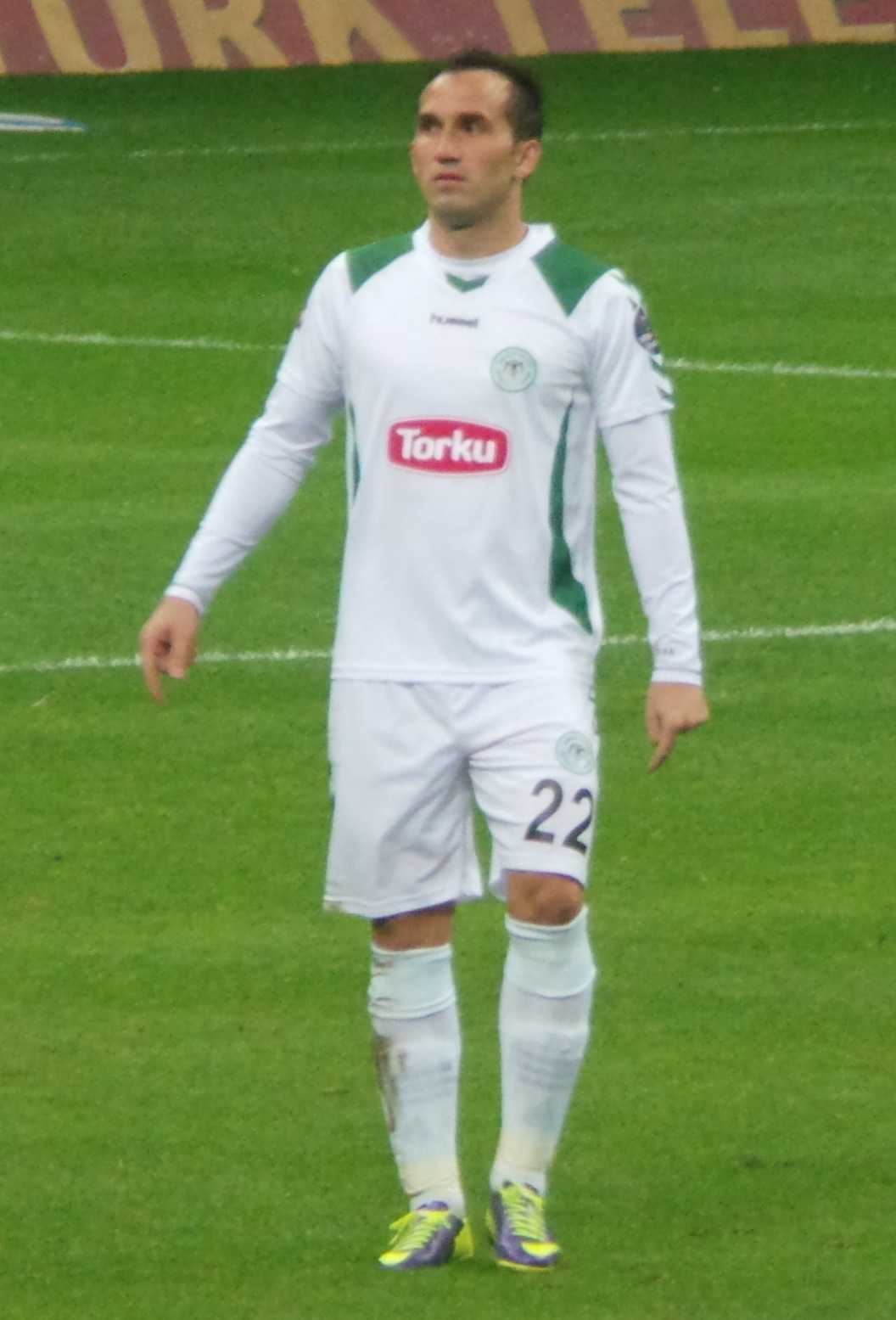
Gekas con el Konyaspor en 2013

El 14 de agosto de 2012, el Levante UD anuncia un principio de acuerdo para que el delantero heleno juegue la Liga BBVA durante la temporada 2012/2013 en las filas del conjunto granota.

## Selección nacional
Sin haber pasado por las selecciones inferiores, debutó con la selección absoluta griega en marzo de 2005, en un partido de la fase de clasificación del Mundial 2006 contra Albania.
Desde entonces ha jugado 78 partidos internacionales y ha anotado 24 goles.
Fue uno de los integrantes de a selección griega que participó en Copa Confederaciones 2005 y fue el goleador de la clasificación europea al Mundial de fútbol en Sudáfrica con 10 tantos.

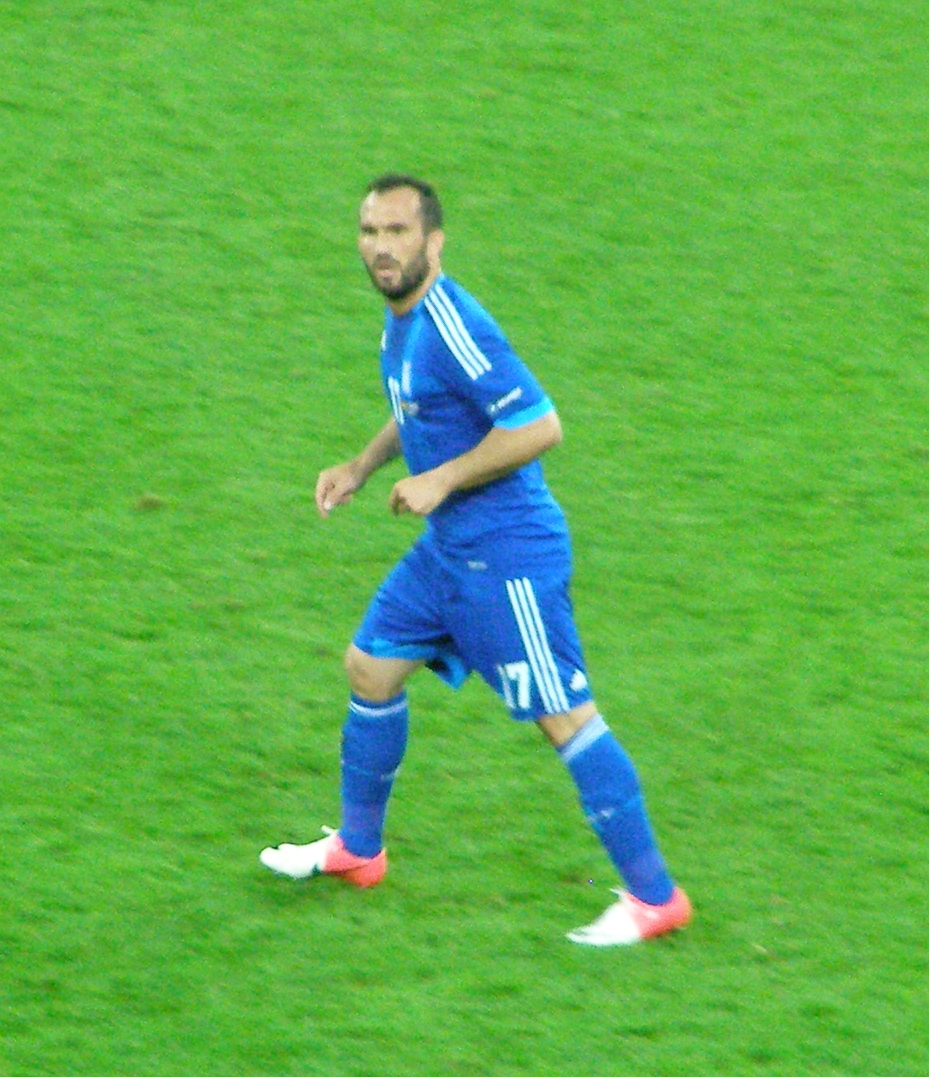
Gekas con la selección griega en los cuartos de final contra Alemania de la Eurocopa 2012

El 19 de mayo de 2014, el entrenador de la selección griega Fernando Santos incluyó a Gekas en la lista final de 23 jugadores que representarán a Grecia en la Copa Mundial de Fútbol de 2014.

### Participaciones en Copa Confederaciones
| Edición                   | Sede     | Resultado      |
| ------------------------- | -------- | -------------- |
| Copa Confederaciones 2005 | Alemania | Fase de grupos |

### Participaciones en Eurocopa
| Edición       | Sede              | Resultado        |
| ------------- | ----------------- | ---------------- |
| Eurocopa 2008 | Austria · Suiza   | Fase de grupos   |
| Eurocopa 2012 | Polonia · Ucrania | Cuartos de final |

### Participaciones en Copas del Mundo
| Edición                        | Sede      | Resultado        |
| ------------------------------ | --------- | ---------------- |
| Copa Mundial de Fútbol de 2010 | Sudáfrica | Fase de grupos   |
| Copa Mundial de Fútbol de 2014 | Brasil    | Octavos de final |

### Clubes
| Club                   | País       | Año         | Partidos | Goles |
| ---------------------- | ---------- | ----------- | -------- | ----- |
| AE Larisa              | Grecia     | 1998-2001   | 61       | 16    |
| GS Kallithea           | Grecia     | 2001-2005   | 100      | 44    |
| Panathinaikos FC       | Grecia     | 2005-2006   | 41       | 23    |
| VfL Bochum             | Alemania   | 2006-2007   | 32       | 20    |
| Bayer Leverkusen       | Alemania   | 2007-2009   | 50       | 13    |
| Portsmouth (cedido)    | Inglaterra | 2009        | 1        | 0     |
| Hertha Berlín (cedido) | Alemania   | 2010        | 17       | 6     |
| Eintracht Frankfurt    | Alemania   | 2010-2012   | 48       | 23    |
| Samsunspor             | Turquía    | 2012-2012   | 11       | 8     |
| Levante                | España     | 2012        | 4        | 0     |
| Akhisar Belediyespor   | Turquía    | 2013        | 15       | 12    |
| Konyaspor              | Turquía    | 2013-2014   | 24       | 13    |
| Akhisar Belediyespor   | Turquía    | 2014-2015   | 24       | 12    |
| Eskişehirspor          | Turquía    | 2015        | 10       | 5     |
| F. C. Sion             | Suiza      | 2016 - 2017 | 30       | 13    |
| Sivasspor              | Turquía    | 2017        | 10       | 2     |

## Palmarés

### Distinciones individuales
| Distinción                                                    | Año  |
| ------------------------------------------------------------- | ---- |
| Máximo goleador de la Alpha Ethniki                           | 2005 |
| Máximo goleador de la 1. Bundesliga                           | 2007 |
| Máximo goleador de la Clasificación UEFA para la Copa Mundial | 2010 |